# Кальсада-де-Дон-Дієго
Кальсада-де-Дон-Дієго (ісп. Calzada de Don Diego) — муніципалітет в Іспанії, у складі автономної спільноти Кастилія-і-Леон, у провінції Саламанка. Населення — 198 осіб (2010).
Муніципалітет розташований на відстані близько 190 км на захід від Мадрида, 20 км на захід від Саламанки.
На території муніципалітету розташовані такі населені пункти: (дані про населення за 2010 рік)
- Кальсада-де-Дон-Дієго: 175 осіб
- Карнеро: 12 осіб
- Ла-Естасьйон: 0 осіб
- Ель-Техадо: 11 осіб
- Ель-Весіно: 0 осіб

## Демографія
Динаміка населення (INE ):

## Зовнішні посилання
- Провінційна рада Саламанки: індекс муніципалітетів [Архівовано 23 квітня 2009 у Wayback Machine.]
- Посилання на Google Maps